# Société autonome de transport d'Oujda
Pour les articles homonymes, voir Sato.
La Société autonome de transport d'Oujda ou SATO est une ancienne entreprise de bus d'Oujda qui a fait faillite. Elle appartenait à un groupe d'anciens combattants auxquels feu Mohammed V du Maroc avait donné l'agrément.

## Sources
- Abdelmohsin el Hassouni, « Transport urbain à Oujda : De jeunes promoteurs brisent le monopole de Sato », L'Économiste, 30 août 2001 [lire en ligne]
- Ahmed Dadsi, « Maroc: Transport urbain à Oujda: Sit-in et grève de la faim des employés de la SATO », Libération via AllAfrica.com, 11 février 2002 [lire en ligne]
- « Oujda: Perturbation dans les transports en commun », L'Économiste, 8 janvier 2004 [lire en ligne]